# Summit County, Colorado
Summit County är ett administrativt område i delstaten Colorado, USA, med 25 399 invånare. Den administrativa huvudorten (county seat) är Breckenridge.

## Geografi
Enligt United States Census Bureau har countyt en total area på 1 733 km². 1 702 km² av den arean är land och 32 km² är vatten.

### Angränsande countyn
- Grand County - nord
- Clear Creek County - öst
- Park County - sydöst
- Lake County - sydväst
- Eagle County - väst